# 大釣哥
《大釣哥》（英語：Hanky Panky）是一部在2017年春節上映，由豬哥亮、藍正龍、謝沛恩、 吳朋奉、 吳克群等人領銜主演，黃朝亮執導的台灣喜劇新春賀歲電影。本片是豬哥亮的電影遺作，
因此為了紀念豬哥亮，全台灣有十家影院於同年端午節連假重新上映兩周。

## 劇情
藍大釣（豬哥亮飾）開了一間國術館，但是他接骨、經絡推拿、放血樣樣都不會，所有疑難雜症只靠一帖祖傳秘方「吊膏」，靠著這吊膏神奇的治癒不少人，所以大家都叫他大釣哥。
兒子藍小龍（藍正龍飾）身手敏捷善於飛簷走壁，跟著父親專偷扒手偷來的竊物救濟窮人，不料，他為了幫助法律系畢業的女友黃心怡（謝沛恩飾）出國唸書，竟然向角頭老大同時也是殺母仇人黑熊（吳朋奉飾）借了三百萬。代價是必須到黑熊身邊做事，而小龍也在暗中當臥底，但是在某次毒品交易時，黑熊開槍殺人，因為欠錢，小龍被迫替黑熊頂罪，因此遭到收押。
藍大釣為了幫兒子洗清罪嫌，於是請求檢察官張士邦（吳克群飾）的母親白秀娟（楊貴媚飾）聯手追查真相，卻意外扯出案外案，逆轉全局戲碼，只憑一條毛巾，讓黑熊相信小龍就是自己失散多年的兒子，在法庭上親口承認罪行。
事後，張士邦也對自己的身世感到疑問，白秀娟告訴士邦，其實小龍的母親早就去世了，她為了讓黑熊認罪才演了一場戲，而小龍後來收到心怡的信，因為心怡受到小龍的改變，所以要判他無期徒刑，其實是已經喜歡上小龍，而藍大釣則是被小辣椒看上。

## 演員
| 演員   | 角色     | 介紹 |
| 豬哥亮 | 藍大釣   | 年輕的時候是一位武術教練，大家都叫他「藍教練」。妻子意外去世之後，他開了一間「正龍國術館」，接骨、經絡推拿、放血──他全不會，任何奇難雜症找他醫，他全部都貼吊膏來治療，他的吊膏是祖傳秘方，靠著這貼吊膏，一招走江湖。大家都改叫他──大釣哥！ |
| 藍正龍 | 藍小龍   | 藍大釣的兒子。說話口氣、行為跟大釣哥一個模子鑄出來。表面上愛吹噓，但其實內心有極度的自卑感，特別是對喜歡的女生黃心怡，愛在心裡，卻始終不敢表示。                                                                                           |
| 吳朋奉 | 黑鎮雄   | 角頭老大。外號黑熊，年輕時曾經搶劫藍大釣夫婦，導致藍大釣的妻子意外身亡，因此被藍大釣打瞎一隻眼睛，後來被捕入獄。出獄後，他經營地下賭場、扒手集團、走私毒品，更加為所欲為。                                                                 |
| 謝沛恩 | 黃心怡   | 法官。十歲時父母車禍雙亡，她努力唸書，念完大學法律系，申請美國大學的研究所獎學金，想到國外就學改變自己的命運。在人生最絕望的時候，藍小龍救她，並改變了她的命運。                                                                           |
| 吳克群 | 張士邦   | 檢察官。父親張國良是「檢扒組」組長。和黃心怡是大學法律系的同學。自認是菁英份子，條件佳，自視甚高。 |
| 楊貴媚 | 白秀娟   | 檢察官張士邦的母親。年輕時跟著黑道大哥黑熊。黑熊因搶劫罪入獄，她切斷和黑熊的關係。後來認識了張國良，嫁給喪偶五年的他。 |
| 黃仲崑 | 張國良   | 刑警，「檢扒組」組長。第一任妻子由於難產而死，他獨自養育兒子張士邦。兒子兩歲那年，他與白秀娟結婚。對白秀娟用情很深，處處以她為重。 |
| 林玟誼 | 小辣椒   | 父母親在賣粿，住大釣哥家隔壁，從小就喜歡藍小龍，一天到晚往他家裡跑。 |
| 林可彤 | 顏雅婷   | 法院公設辯護律師。 |
| 楊 烈  | 鄭沙沙   | 外號鯊魚，毒品供應商，後被黑熊槍斃。 |
| 廖錦德 | 小弟     | 鯊魚手下，鯊魚死後投靠黑熊。 |
| 曾治豪 | 小弟     | 鯊魚手下，鯊魚死後投靠黑熊。 |
| 馬國畢 | 麵攤老闆 | 經常被藍大釣謊騙吃飯已經付錢，還被要求找錢，後來拆穿藍大釣的技倆。 |
| 李佳豫 | 阿玉     | 藍大釣妻子。 |
| 邱逸峰 | 水蛙     | 賭客，因詐賭被黑熊抓到砍去雙手。 |
| 謝其文 | 老鼠     | 黑熊手下。 |
| 卞慶華 | 四大天王 | 黑熊手下。 |
| 方順吉 | 扒手阿狗 | 黑熊手下。 |
| 許乃涵 | 女扒手   | 黑熊手下。 |
| 高雋雅 | 護士     | |
| 王家梁 | 警察     | |
| 元六   | 郵差     | |
| 林嘉微 | 學生妹   | 藍小龍討債對象，其戲份在院線版被刪除，只收錄於DVD版本中 |

## 電影歌曲
| 曲別   | 歌名                | 演唱者         | 作詞 | 作曲 |
| 插曲   | 為你貼心肝 - 電影版 | 謝金晶、翁立友 | 毛毛 | 毛毛 |
| 片尾曲 | 人生擂台            | 謝金晶         | 毛毛 | 毛毛 |

## 拍攝場景
| 縣市   | 拍攝地點 | 取景           |
| ------ | -------- | -------------- |
| 臺北市 | 中正區   | 國立臺灣博物館 |
| 臺北市 | 萬華區   | 剝皮寮         |
| 新北市 | 三重區   | 星光夜市       |
| 新北市 | 三重區   | 天台影城       |
| 新北市 | 淡水區   | 竹圍站         |
| 新北市 | 深坑區   | 深坑老街       |
| 基隆市 | 中正區   | 基隆港         |
| 新竹市 | 東區     | 新竹車站       |
| 宜蘭縣 | 五結鄉   | 利澤老街       |

## 外部連結
- 華聯國際的Facebook專頁
- 大釣哥的Facebook專頁
- 互联网电影数据库（IMDb）上《大釣哥》的资料（英文）
- AllMovie上《大釣哥》的资料（英文）
- Yahoo奇摩電影上《大釣哥》的資料（繁體中文）
- 開眼電影網上《大釣哥》的資料（繁體中文）
- 香港影庫上《大釣哥》的資料（繁體中文）
- 时光网上《大釣哥》的資料（简体中文）
- 豆瓣电影上《大釣哥》的資料 （简体中文）